# Somoza család
A Somoza család nagy befolyású politikai dinasztia volt, amelynek tagjai örökletes diktatúraként kormányozták Nicaraguát négy évtizedig a 20. században. A család hatalma még azokon az időszakokon is túl terjedt, amikor ők adták az ország elnökeit, hiszen a Nemzeti Gárda feletti ellenőrzésük következtében más elnököket is befolyásolhattak. A család hatalmának a Sandinisták vezette felkelés vetett véget.
Három Somoza volt Nicaragua elnöke:
- Anastasio Somoza García (1896–1956; elnök: 1937–1947, 1950–1956), az apa.
- Luis Somoza Debayle (1922–1967, elnök: 1956–1963), legidősebb fia.
- Anastasio Somoza Debayle (1925–1980, elnök: 1967–1972, 1974–1979), második fia.

A Somoza-család más tagjai:
- Hope Portocarrero, Anastasio Somoza Debayle felesége.
- Anastasio Somoza Portocarrero, Anastasio Somoza Debayle fia.
- Bernabé Somoza, 19. századi felkelő.
- Andres Somoza, Anastasio Somoza Portocarrero fia

## Fordítás
- Ez a szócikk részben vagy egészben  a   Somoza family című angol Wikipédia-szócikk ezen változatának fordításán alapul.  Az eredeti cikk szerkesztőit annak laptörténete sorolja fel. Ez a jelzés csupán a megfogalmazás eredetét és a szerzői jogokat jelzi, nem szolgál a cikkben szereplő információk forrásmegjelöléseként.